# Chinchilla (cantante)
Daisy Bertenshaw (Londres, 2 de diciembre de 1996), también conocida como CHINCHILLA (estilizado en mayúsculas), es una cantante y rapera británica.

## Primeros años
Nació y creció en Londres. Sus padres eran actores. Mientras estudiaba, tocó en una banda con seis amigos. Ingresó a un curso de arte creativo en Metropolis Studios, impartido por la escuela de música ACM, y se graduó en 2018 con un título en Práctica de la Industria Musical.

## Carrera
CHINCHILLA lanzó de forma independiente su sencillo debut, «Elements», en 2019, y su primer EP, «Awakening» en 2020, el cual recibió buenas opiniones. Robin Murray de The Clash lo describió como una «introducción notable» y «un documento empoderador de la erudita del pop». Publicado el 13 de agosto de 2021, el segundo EP de Bertenshaw , Moon Maintenance for Dummies, recibió críticas positivas de la crítica musical. Connor Fogarty, de la revista "ASBO", escribió: "Fiel a su estilo ecléctico y único, cada canción ofrece una generosa variedad de influencias y valentía de diferentes géneros, desde el country hasta el R&B de los noventa".
Bertenshaw audicionó para la duodécima temporada de The Voice UK, y en las audiciones a ciegas interpretó «I Put a Spell on You». Los jueces will.i.am, Anne-Marie, y Olly Murs voltearon sus asientos. Optó por trabajar con Anne-Marie. En las audiciones callback, compitió contra Lil Shakz, Ryan Barton, y Nia Ekanem interpretando la canción «Virtual Insanity», donde fue eliminada.[cita requerida]
| Realizado         | Canción                | Artista original      | Resultado                    |
| ----------------- | ---------------------- | --------------------- | ---------------------------- |
| Audición a ciegas | «I Put a Spell on You» | Screamin' Jay Hawkins | Se unió al equipo Anne-Marie |
| Callback          | «Virtual Insanity»     | Jamiroquai            | Eliminada                    |

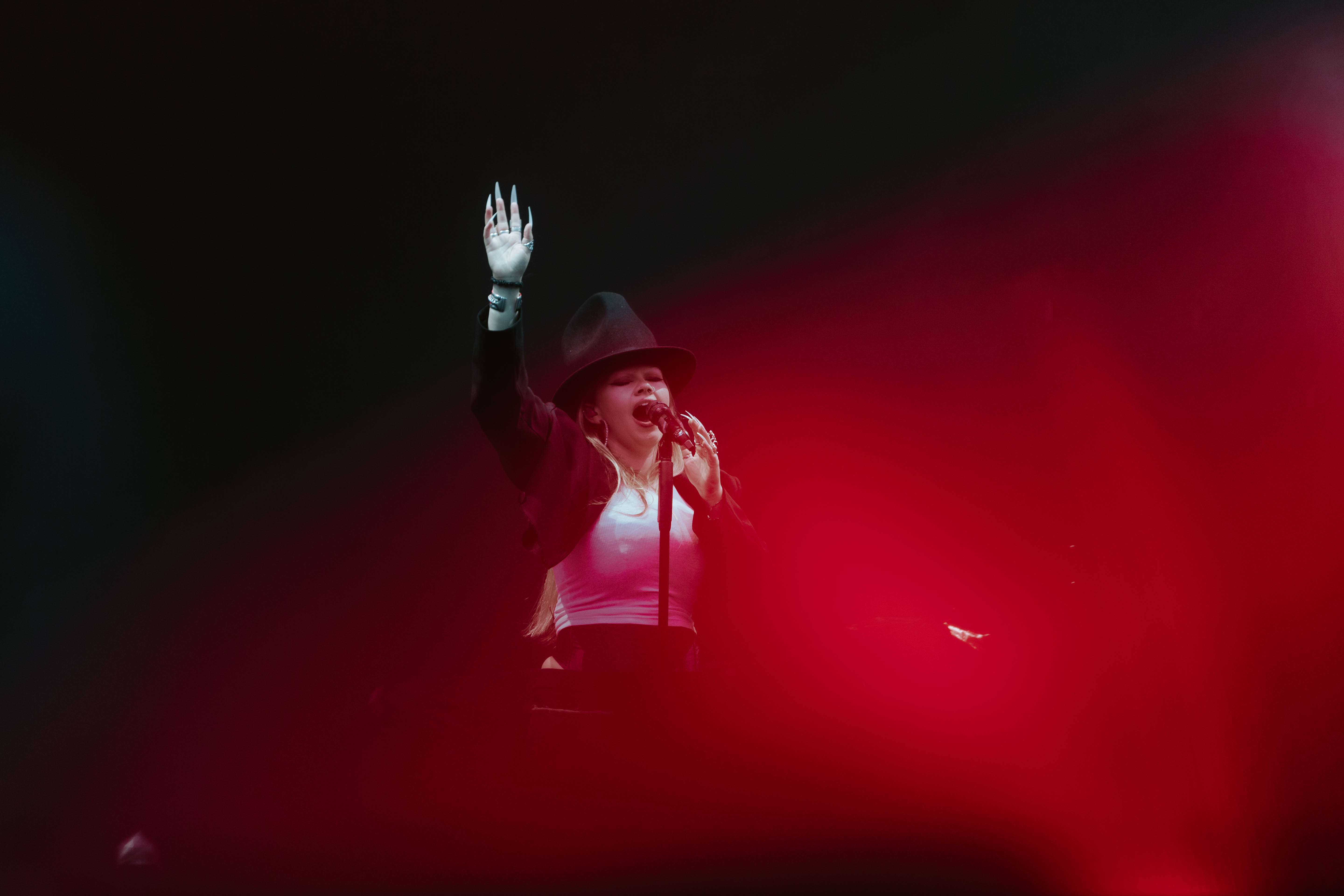
Chinchilla en concierto en Tallin, Estonia, en 2025

En abril de 2023, Bertenshaw lanzó su single más exitoso hasta la fecha, «Little Girl Gone». La canción alcanzó el puesto número 91 en Single Charts Update de Reino Unido y la ayudó a convertirse en la primera solista femenina del Reino Unido en liderar la lista de Artistas Emergentes de Billboard. La canción también funge como el primer single de su tercer EP.[cita requerida] El 19 de marzo de 2024 Bertenshaw lanzó «MF Diamond». Al hablar sobre el video musical de la canción, CHINCHILLA declaró que «Quería hacer algo inclusivo sin ser cursi ni cliché. Hay algo en las mujeres mayores que me recuerda a los diamantes». Su tercer EP, Flytrap, se anunció en mayo de 2024 y se lanzó en junio de ese mismo año. 

## Arte
La música de Bertenshaw incorpora al pop alternativo y el R&B, pero ella misma describe su música como «feisty-pop».
También afirmó que «la palabra más importante que une todo mi sonido y proyecto es empoderamiento». Bertenshaw nombró a a Michael Jackson, Prince, Little Mix, Stefflon Don, y Anne Marie como sus influencias. También afirmó que sus mayores influencias son Beyoncé, Rihanna, Christina Aguilera, Janis Joplin y Aretha Franklin .  

## Discografía

### EP
| Título                       | Detalles | Posición máxima en las listas         |
| Título                       | Detalles | Official Albums Chart del Reino Unido |
| ---------------------------- | --- | ------------------------------------- |
| Awakening                    | - Lanzamiento: 17 de abril de 2020 - Discográfica: Chinchilla Ltd. - Formato: descarga digital, streaming                    | —                                     |
| Moon Maintenance for Dummies | - Lanzamiento: 13 de agosto de 2021 - Discográfica: Columbia - Formato: descarga digital, streaming                          | —                                     |
| Flytrap                      | - Lanzamiento: 7 de junio de 2024 - Discográfica: Chinchilla Ltd, Island, Republic - Formato: descarga digital, streaming    | 42                                    |
| Live: Summer '24             | - Lanzamiento: 13 de diciembre de 2024 - Discográfica: Chinchilla Ltd, Isla, Republic - Formato: descarga digital, streaming | —                                     |

### Sencillos
| Título                                          | Año  | Posición máxima en las listas         | Certificaciones | Álbum                        |
| Título                                          | Año  | Official Albums Chart del Reino Unido | Certificaciones | Álbum                        |
| ----------------------------------------------- | ---- | ------------------------------------- | --------------- | ---------------------------- |
| «Elements»                                      | 2019 | —                                     |                 |                              |
| «Fabulous»                                      | 2019 | —                                     |                 |                              |
| «Demand Respect»                                | 2019 | —                                     |                 |                              |
| «Cold Water»                                    | 2019 | —                                     |                 |                              |
| «The Lockdown Getdown»                          | 2020 | —                                     |                 |                              |
| «Fingers»                                       | 2021 | —                                     |                 | Moon Maintenance for Dummies |
| «Chalk Outlines» (con Ren )                     | 2021 | —                                     |                 |                              |
| «Little Girl Gone»                              | 2023 | 17                                    | - RIAA : Oro    | Flytrap                      |
| «Cut You Off»                                   | 2023 | —                                     |                 | Flytrap                      |
| «MF Diamond»                                    | 2024 | —                                     |                 | Flytrap                      |
| «1:5»                                           | 2024 | —                                     |                 | Flytrap                      |
| «The Chain»                                     | 2024 | —                                     |                 | My Lady Jane                 |
| «Do You See Me Now» (con Isobel Waller-Bridge ) | 2024 | —                                     |                 | Sweetpea                     |
| «Avoidance»                                     | 2025 | —                                     |                 |                              |

## Giras
- Evitación en vivo (2025) [18]
- Gira por la UE (2025) [19]